# Nichifor al III-lea Botaniates
Nichifor Botaneiates, adică "Botanistul" (n. 1001, Constantinopol, Imperiul Roman de Răsărit – d. 10 decembrie 1081, Constantinopol, Imperiul Roman de Răsărit) a fost un împărat bizantin, în perioada 3 aprilie 1078-1081, numărându-se pe sine printre urmașii neamului Fokas. Fără îndoială, el se bucura de mai multă autoritate decât incapabilul Mihail al VII-lea Ducas în mediul aproape tuturor categoriilor sociale ale Imperiului. În orice caz, după încoronarea lui Botaniates (3 aprilie 1078), el a fost recunoscut suveran până și de independentul Philaretos Bahramios.
Noul basileu l-a executat pe Nichiforitzes, care era detestat de mulți, însă în schimb i-a înălțat pe doi favoriți, nu mai puțin cruzi și lacomi, „sciții” Borilos și Germanos, foștii săi sclavi. În ciuda bătrâneții sale, Nichifor al III-lea s-a căsătorit cu frumoasa împărăteasă Maria, deși primul soț al acesteia, Mihail al VII-lea Ducas, era încă în viață. Pentru aceasta, papa Grigore al VII-lea a aruncat anatema asupra basileului.
Nichifor al III-lea s-a dovedit a fi un cârmuitor nu prea înțelept. Dorind să-și asigure simpatia supușilor săi, el a început să împartă bogății tuturor doritorilor: bisericii, armatei și funcționarilor, așa că, în curând, vistieria s-a golit. Astfel, după cum scrie Nichifor Bryennios Cezarul, „împăratul a făcut abuz de dărnicia sa”. Cheltuielile s-au dovedit inutile: domnia lui Botaniates a fost, literalmente, înțesată de rebeliuni ale nobilimii militare-latifundiare.
Nichifor Bryennios, cu care Botaniates n-a reușit să ajungă la înțelegere, a fost zdrobit de Alexios I Comnenul. N-a apucat însă acesta din urmă, care primise pentru victorie titlul de sebastos, să se întoarcă bine, căci Săruna a fost ocupată de strategul răsculat al themei Dyrrachion, Nichifor Basilakes. Alexios l-a învins și pe acesta. În vara anului 1079, Constantin Ducas, fratele și asociatul la domnie al lui Mihail al VII-lea, a răzvrătit detașamentele de „nemuritori” (garda grecească, creată după modelul gărzii persane), care erau cantonate pe țărmul răsăritean al Bosforului. După ce au cântărit însă, pe de o parte, promisiunile lui Constantin, iar pe de alta, banii oferiți de Botaniates, „nemuritorii” l-au predat pe Ducas în mâinile împăratului. La sfârșitul anului 1080, la Niceea s-a răsculat încă un Nichifor: Melissenos, care-i chemase în ajutor pe selgiucizi. Rebeliunea a cuprins provinciile răsăritene, iar, în februarie 1081, cei mai buni generali ai Imperiului, frații Alexios și Isaac Comnenul, s-au ridicat împotriva basileului.
Spre sfîrșitul lui martie, Alexios Comnen, care se proclamase împărat, a asediat capitala. Camaradul acestuia, Georgios Paleologul, i-a mituit pe germanii care apărau unul dintre turnurile zidului Vlachernelor și, atunci când, la 1 aprilie, a început asaltul orașului, aceștia, pe neașteptate, au început să tragă săgeți în spatele nefericiților soldați ai lui Botaneiates, care păzeau Poarta lui Charisios. Detașamentul de avangardă al Paleologului a pătruns în oraș, în urma lui a intrat în Constantinopol întreaga oștire a rebelilor și a început jaful general. Cronicarul Ioan Zonaras își amintea: „Aceasta era o mulțime amestecată de traci, macedoneni, rromi, barbari. Ei se purtau cu cei de-un neam cu dânșii mai rău decât dușmanii și s-a ajuns până la vărsare de sânge. Ei le pângăreau pe fecioarele care se consacraseră pe sine lui Dumnezeu și le siluiau pe femeile măritate, ei scoteau podoabele din lăcașurile Domnului și nu cruțau nici chiar vasele sfinte. Întâlnindu-i pe senatori, ei îi trăgeau jos de pe catâri, iar pe unii îi dezbrăcau și le dădeau drumul aproape goi pe străzi. Și toate acestea s-au întâmplat timp de o zi întreagă.” Tatăl lui Georgios, Nichifor Paleologul, spre deosebire de fiul său, partizan al lui Botaniates, a propus să-l atace și să-l ucidă pe uzurpatorul abandonat de armata sa nedisciplinată, însă basileul a hotărât să intre în legătură cu Nichifor Melissenos și să-l distrugă pe un răzvrătit cu ajutorul celuilalt. Însă flota pe care ei au încercat s-o trimită la Melissenos a ieșit de sub ascultare. Borilos a scos în piață detașamentele de mercenari, singura forță aptă de luptă din oraș, și i-a propus încă o dată lui Botaneiates să se răfuiască cu Comnenii, care pierduseră controlul asupra oștirii lor. Nichifor al III-lea se zbuciuma, cuprins de panică, și atunci patriarhul Kosmas, dorind să pună capăt vărsării de sânge, l-a forțat pe împărat să se ducă la tratative cu Alexios. Basileul a acceptat să-l adopte pe Alexios și să-i transmită puterea, iar el însuși a promis că se va mulțumi doar cu dreptul de a purta veșminte împărătești cu titlu. Comnenul, care se afla într-o situație dificilă, era cât pe ce să se învoiască, însă cezarul Ioan Ducas i-a gonit pe solii lui Botaneiates, declarându-le că o astfel de propunere ar fi fost potrivită înaintea asaltului, iar acum bătrânul Nichifor al III-lea ar trebui să se gândească nu la tron, ci la salvare. Primind un astfel de răspuns, Botaniates s-a îndreptat spre Sfânta Sofia. Borilos, observându-i pelerina bogat împodobită, a smuls-o de pe umerii stăpânului său neputincios, râzând răutăcios.
Înainte de a îmbrăca straiele de călugăr, Nichifor a spus cu mâhnire că singurul lucru pe care îl regretă este abținerea de la bucatele din carne (monahii ortodocși aveau voie să consume carne numai de marile sărbători bisericești sau când erau bolnavi). 
Istoricul bizantin Michael Attaleiates (c. 1022 - 1080) este sursa istorică despre Nichifor al III-lea. Vezi: Michael Attaleiates, The History, trans. Anthony Kaldellis & Dimitris Krallis, (Cambridge/Mass.: Harvard University Press, 2012).  